# ريوهيإي ناوتهاما
ريوهيإي ناوتهاما (باليابانية: 吉濱 遼平) (24 أكتوبر 1992 في كاواساكي في اليابان – )؛ هو لاعب كرة قدم ياباني سابق كان يلعب كلاعب وسط.

## وصلات خارجية
- ريوهيإي ناوتهاما على موقع رابطة كرة القدم اليابانية للمحترفين (اليابانية)
- ريوهيإي ناوتهاما على موقع قاعدة بيانات كرة القدم.إي يو (الإنجليزية)
- ريوهيإي ناوتهاما على موقع Soccerway.com (الإنجليزية)
- ريوهيإي ناوتهاما على موقع عالم كرة القدم.نت (الإنجليزية)